# خافيير هرنانديز كاريرا
خافيير هرنانديز كاريرا (بالإسبانية: Javier Hernández Cabrera)‏ (2 مايو 1998 في إسبانيا - ) هو لاعب كرة قدم إسباني في مركز الدفاع. لعب مع ريال أوفييدو.

## وصلات خارجية
- خافيير هرنانديز كاريرا على موقع الاتحاد الأوربي (الإنجليزية)
- خافيير هرنانديز كاريرا على موقع قاعدة بيانات كرة القدم.إي يو (الإنجليزية)
- خافيير هرنانديز كاريرا على موقع Soccerway.com (الإنجليزية)